# Ak-Dasz
Ak-Dasz (ros. Ак-Даш) – wieś w Rosji, w Tuwie, w kożuunie sut-cholskim. W 2010 liczyła 563 mieszkańców.